# Elinor Sisulu
Elinor Sisulu (Harare, 9 de março de 1958) é uma escritora e activista sul-africana.

## Biografia
Ela nasceu Elinor Batezat em Harare, Zimbábue, e cresceu em Bulawayo. Ela foi educada na Universidade do Zimbábue, no Instituto das Nações Unidas para o Planeamento e Desenvolvimento Económico, em Dakar, no Senegal, e no Instituto Internacional de Estudos Sociais, em Haia. Enquanto esteve na Holanda, ela conheceu Max Sisulu, com quem se casaria mais tarde.
Ela trabalhou como pesquisadora económica para o Ministério do Trabalho no Zimbábue. De 1987 a 1990, trabalhou no escritório de Lusaca da Organização Internacional do Trabalho. Sisulu retornou a Joanesburgo com a sua família em 1991 após o fim do apartheid. Ela trabalhou principalmente como escritora e editora freelancer de 1991 a 1998.
Em 1994, ela escreveu um livro infantil O Dia em que o Gogo foi votar sobre a primeira eleição democrática realizada na África do Sul. Em 2002, ela publicou uma biografia sobre os pais do seu marido, intitulada Walter and Albertina Sisulu: In Our Lifetime, que recebeu o Prémio Noma de publicação na África e foi vice-campeã do prémio de não-ficção do Sunday Times Alan Paton. Ela também publicou Um tipo diferente de holocausto: uma reflexão pessoal sobre HIV / AIDS.
Sisulu ajudou a estabelecer a Coligação de Crise do Zimbábue e trabalha no seu escritório em Joanesburgo. Ela preparou relatórios para a Autoridade Eleitoral Independente da África do Sul e para o Programa Mundial de Alimentos. Ela organizou também um simpósio para Themba Lesizwe sobre Sociedade Civil e Justiça no Zimbábue, realizado em Joanesburgo em 2003.
Sisulu escreveu o prefácio do livro de Jestina Mukoko, O Rapto e Julgamento de Jestina Mukoko: A Luta pelos Direitos Humanos no Zimbábue.
Ela é membro do conselho da Open Society Initiative for Southern Africa e do National Arts Festival, administradora do Heal Zimbabwe Trust e presidente da Book Development Foundation do Center for the Book na Cidade do Cabo.